# Chasmatophyllum braunsii
Chasmatophyllum braunsii är en isörtsväxtart som beskrevs av Schwant. Chasmatophyllum braunsii ingår i släktet Chasmatophyllum och familjen isörtsväxter. Inga underarter finns listade i Catalogue of Life.